# Adalbert Stifter

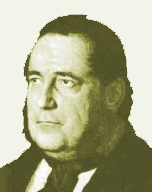
Adalbert Stifter

Adalbert Stifter (Oberplan, 23 oktober 1805 — Linz, 28 januari 1868) was een Oostenrijks schrijver uit de Biedermeier.

## Leven
Stifter groeide op als zoon van een vlashandelaar in de bossen van Bohemen. Hij ging naar school in het benedictijner klooster Kremsmünster en studeerde, na zijn vaders dood in 1817, rechten en natuurwetenschappen in Wenen, maar beëindigde zijn studie niet door toedoen van zware faalangst. In 1837 huwde hij met Amalia Mohaupt, alhoewel hij jarenlang een — enigszins problematische — verloving met Fanny Greypl had gehad, en leefde van bijverdiensten als privéleraar. Daarnaast hield hij zich bezig met kunstschilderen en leidde een teruggetrokken bestaan, terwijl hij geleidelijk aan verhalen begon te publiceren. In snel tempo wonnen zijn vertellingen aan populariteit, en hij bundelde ze tussen 1844 en 1850 in zijn eerste boek, Studien. Door het succes van dit boek mocht hij privéleraar ten huize Metternich worden.
Zijn volgende bundel verhalen, Bunte Steine, was een nog groter succes: elk verhaal heeft de naam van een gesteente, en in het bijzonder Bergkristall is een grote klassieker geworden. Stifter kreeg steeds meer erkenning en ontving prijzen, waaronder het ridderkruis van de Franz-Joseph-Orde. In 1848 was er de mislukte liberale revolutie in Frankfurt; Stifter, ofschoon niet wars van liberale sympathieën — hij kwam meermaals in conflict met het Ministerie van Onderwijs —, kantte zich nadien tegen elke vorm van omwenteling en werd overwegend conservatief. Hij verhuisde naar Linz en werd er van 1850 tot 1865 lid van de schoolraad voor Opper-Oostenrijk. In 1859 liep zijn geadopteerde dochter Juliana van huis weg en verdronk in de Donau; mogelijk was haar eerdere verdwijning, in 1851, een inspiratiebron geweest voor Stifters Bergkristall, dat in wezen een eenvoudig verhaal is over twee kinderen die met Kerstmis ingesloten raken in een berggrot.
In 1865 kreeg hij levercirrose, een escalatie van jarenlang drankmisbruik; de overheid zette hem uit zijn ambt. Als gepensioneerde schreef hij nog de historische roman Witiko, die zeer arm aan handeling is. Dit was zijn tweede roman; Der Nachsommer was uitstekend onthaald, en Nietzsche noemde het de beste roman ooit. De immer besluiteloze Stifter werd steeds angstiger en ongelukkiger; in 1868 sneed hij zich met een scheermes een halsslagader door. Hij overleed twee dagen na deze zelfmoordpoging.

## Stijlkenmerken
Stifter is een schrijver die men zonder veel problemen een Biedermeier-figuur kan noemen: de personages die hij beschrijft zijn burgers, mensen met een zekere opvoeding, die een op het eerste gezicht ordentelijk bestaan leiden. Stifter was zeer verontrust geraakt door de kwalijke gevolgen van een politieke revolutie; de plannen die hij had voor een roman over Robespierre borg hij op na de slechte afloop van het Frankfurter Parlement, waarvoor hij nochtans als kandidaat was genomineerd. In plaats daarvan raakte hij er steeds sterker van overtuigd dat de mens deel uitmaakt van een goddelijke voorzienigheid; er bestaat een universele orde in de wereld, en wat er ook gebeurt, hoe onbeduidend het ook lijkt, alles maakt deel uit van die universele wetmatigheid. In het voorwoord van Bunte Steine heeft hij het over „das sanfte Gesetz“: de zachte wet. De morele handeling van de mens moet voldoen aan een soort milde wet, en onrecht en misdaad kunnen slechts worden tenietgedaan door de voeling met de natuur als dusdanig te herwinnen. Dat is ook de reden waarom in Stifters werk in feite steeds minder gebeurt: de natuur, de oerkrachten van de bergen en bossen nemen een zeer centrale positie in. De verhaallijnen zijn over het algemeen relatief eenvoudig; het is Stifter, zoals hijzelf ook schreef, expliciet om het kleine te doen, en de handeling beperkt zich dan ook zo veel mogelijk, en is in eerste instantie op ontroering gericht.

## Perceptie van Stifters werk
Stifter had voor- en tegenstanders: Heine stak de draak met Witiko, en zei dat het een roman was over „drie mannen die op drie stoelen gaan zitten“; anderen vonden de overdaad aan woordpraal, met zeer beperkte handeling, niet interessant en trachtten hem na te bootsen: de buitengewoon barokke stijl van Stifters latere werken vond ook in de twintigste eeuw nog navolging. Het hoofdpersonage van Thomas Bernhards roman Alte Meister maakt Stifter met de grond gelijk; ironisch genoeg is de hele roman extreem Stifteriaans in de langgerekte, statische opbouw en ornamentele zinsstructuur.
Stifter is ongetwijfeld een van de belangrijkste romanschrijvers uit de Biedermeierperiode.

## Werken
- 1840 Der Condor (vertelling)
- 1850 Studien (verhalenbundel)
- 1853 Bunte Steine. Ein Festgeschenk (verhalenbundel)
- 1857 Der Nachsommer. Eine Erzählung (roman)
- 1867 Witiko. Eine Erzählung (roman)

## In Nederlandse vertaling
- Op de heide, vert. Annette von Droste Hülshoff, Eindhoven, Lecturis, 1923 (vertaling van Das Haidedorf)
- Vrijgezellen, Leuven, Davidsfonds, 1942 (bevat vertalingen van Der Hagestolz en Der Waldsteig)
- Uit de papieren van mijn overgrootvader, vert. Jan Goeverneur, Brussel, Manteau, 1943
- Brigitta en andere novellen, vert. Theo J. van der Wal, Amsterdam, L.J. Veen's Uitgeversmaatschappij, 1963 (bevat vertalingen van Brigitta, Der Hochwald en Bergkristal)
- Brigitta, vert. Johan de Molenaar, tek. R. Frijling, Amsterdam, Wereldbibliotheek-Vereniging, 1971
- Kleurige stenen. Een feestgeschenk, vert. Wilfred Oranje, naw. van Theo Kramer, 2008. ISBN 9789045000589

- Bibsys: 90058495
- Biblioteca Nacional de Chile: 000494424
- Biblioteca Nacional de España: XX870431
- Bibliothèque nationale de France: cb119255701 (data)
- Catàleg d'autoritats de noms i títols de Catalunya: 981058523596306706
- CiNii: DA00357114
- Digitale Bibliotheek voor de Nederlandse Letteren: stif001
- Gemeinsame Normdatei: 118618156
- International Standard Name Identifier: 0000 0001 2123 5886
- Library of Congress Control Number: n79081269
- Nationale Bibliotheek van Letland: 000024950
- MusicBrainz: 72a1f4ff-ce20-40b0-8831-cab0812249b2
- Bibliotheek van het Japanse parlement: 00457744
- Nationale Bibliotheek van Tsjechië: jn19990009997
- Nationale bibliotheek van Australië: 35525380
- Nationale Bibliotheek van Israël: 987007268565405171
- Nationale Bibliotheek van Polen: a0000001986784
- Nationale en Universitaire bibliotheek Zagreb: 000160265
- Nederlandse Thesaurus van Auteursnamen: 069124116
- Réseau des bibliothèques de Suisse occidentale: 02-A003865307
- RKD-Nederlands Instituut voor Kunstgeschiedenis: 75248
- Istituto Centrale per il Catalogo Unico: CFIV002895
- LIBRIS: 210601
- SNAC: w66m3v8z
- Système universitaire de documentation: 027331598
- Trove: 984445
- Union List of Artist Names: 500013909
- Virtual International Authority File: 22149114
- WorldCat: E39PBJckTjJjxCjhHVXH8fryVC